# Vladimir Glotov
Vladimir Stepanovič Glotov (in russo Владимир Степанович Глотов?; El'ton, 23 gennaio 1937 – 1981) è stato un calciatore sovietico, di ruolo difensore.

## Carriera

### Club
Durante la sua carriera ha giocato solo con la Dinamo Mosca, in cui ha militato dal 1960 al 1966.

### Nazionale
Conta 5 presenze con la Nazionale sovietica.

## Palmarès
- Campionato sovietico: 1

Dinamo Mosca: 1963